# Belle of the Nineties
Belle of the Night (br: Uma Dama do Outro Mundo) é um filme estadunidense de 1934, do gênero comédia, dirigido por Leo McCarey. Produção mais bem cuidada, este novo filme com Mae West custou mais que I'm No Angel e She Done Him Wrong, os dois anteriores, juntos. A censura, implantada nesse ano, implicou com tudo, inclusive com o título, que era para ser It Ain't No Sin. Duke Ellington e sua orquestra acompanham Mae em quatro canções.

## Sinopse
Estamos em 1892. Ruby Carter, a rainha dos cabarés, emprega-se no estabelecimento de Ace Lamont, em Nova Orleans. Ela foge de seu antigo namorado, o boxeador Tiger Kid. Ace logo arrasta as asas para cima dela, o que causa a ira de Molly, seu caso atual. Ruby tem outros admiradores, inclusive Brooks Clayborne, que lhe dá diamantes.
Uma dia, Tiger Kid chega à cidade, para uma luta organizada por Ace. Tiger encontra Ruby e, instigado por Ace, acaba por roubar algumas das joias dela. Ruby descobre tudo e sucedem-se uma morte, um incêndio, um julgamento e um casamento.

## Elenco
| Ator/Atriz        | Personagem       |
| ----------------- | ---------------- |
| Mae West          | Ruby Carter      |
| Roger Pryor       | Tiger Kid        |
| Johnny Mack Brown | Brooks Clayborne |
| Katherine DeMille | Molly            |
| John Miljan       | Ace Lamont       |
| Duke Ellington    | Pianista         |
| James Donlan      | Kirby            |
| Stuart Holmes     | Dirk             |